# Meggen
Meggen est une commune suisse du canton de Lucerne, située dans l'arrondissement électoral de Lucerne-campagne.

## Transports
La commune est située sur la ligne ferroviaire CFF Lucerne-Bellinzone, à 11 km de Lucerne et à 159 km de Bellinzone.

## Curiosités
Outre les ruines du château de Neuhabsburg, la commune compte également le château-villa Neuhabsburg, une chapelle dédiée à saint Nicolas ainsi que le château de Meggenhorn.

## Personnalités
- Ariella Kaeslin, championne d'Europe de gymnastique.
- Jules Ephrussi, se fit construire un chalet à la fin du XIXe siècle qui se nomme villa Heckenried, et qui existe encore de nos jours